# Discografia dei Simpson
I Simpson è una serie televisiva animata creata da Matt Groening per la FOX. I personaggi dello show sono doppiati da diversi membri di un cast che ha contribuito alla pubblicazione discografica della serie.

## Album in studio
- 1990: The Simpsons Sing the Blues
- 1998: The Yellow Album
- 1999: Go Simpsonic with The Simpsons

## Album colonna sonora
- 1997: Songs in the Key of Springfield
- 2007: The Simpsons Movie: The Music
- 2007: The Simpsons: Testify

## Compilation
- 2001: Go Simpsonic with The Simpsons/Songs in the Key of Springfield

## Singoli
- 1990: Do the Bartman
- 1991: Deep, Deep Trouble
- 1991: God Bless the Child
- 1997: The Streets of Springfield
- 2007: Spider Pig

## Video musicali
- 1990: Do the Bartman
- 1991: Deep, Deep Trouble